# Komil Oʻrinboyev
Komil Oʻrinboyev (russisch Камиль Урунбаев Kamil Urunbajew; * 7. September 1976 in Boʻstonliq, Viloyat Taschkent, Usbekische SSR) ist ein ehemaliger usbekischer Skirennläufer. Er startete hauptsächlich in den technischen Disziplinen Riesenslalom und Slalom.

## Karriere
Oʻrinboyev gab sein internationales Renndebüt am 27. Februar 1995 bei einem FIS-Slalom im Alps Ski Resort. Knapp ein Jahr später erreichte er mit Rang 9 im Super-G bzw. Rang 10 im Riesenslalom zwei Topergebnisse bei den Winter-Asienspielen in Harbin. 
1997 nahm er erstmals an einer Weltmeisterschaft teil. In Sestriere belegte er den 48. Platz im Riesenslalom. 
Im darauffolgenden Jahr erzielte er den größten Erfolg seiner Karriere. Bei den Olympischen Winterspielen 1998 in Nagano belegte er Rang 28 im Slalom, das bis heute beste Ergebnis eines usbekischen Skirennläufers bei Olympischen Winterspielen. Bei seiner zweiten Olympiateilnahme in Salt Lake City 2002 schied er im Slalomrennen aus.
Sein letztes internationales Rennen bestritt er bei einem Rennen der FIS-Entry-League in Moskau am 9. Januar 2004, seitdem ist er als Rennläufer nicht mehr Erscheinung getreten.

## Erfolge

### Olympische Winterspiele
- Nagano 1998: 28. Slalom
- Salt Lake City 2002: DNF Slalom

### Weltmeisterschaften
- Sestriere 1997: 48. Riesenslalom, 63. Super-G, DNF Slalom
- Vail/Beaver Creek 1999: 48. Riesenslalom, DNF Slalom
- St. Anton 2001: DNF Riesenslalom, DNS Slalom

### Far East Cup
- 2 Platzierungen unter den besten 20

### Winter-Asienspiele
- Harbin 1996: 9. Super-G, 10. Riesenslalom[1]
- Gangwon 1999: 7. Slalom, 8. Super-G,  DNF Riesenslalom,

### Weitere Erfolge
- 6 Siege bei FIS-Rennen